# Marzec 2022

## 31 marca
- Inwazja Rosji na Ukrainę:

- Energoatom potwierdził, że siły rosyjskie, które okupowały dawną elektrownię atomową w Czarnobylu, opuściły Czarnobylską Strefę Wykluczenia. Następnie Międzynarodowa Agencja Energii Atomowej potwierdziła, że rosyjskie siły przekazały Ukrainie kontrolę nad elektrownią atomową. Wojska rosyjskie wycofały się także z miasta Sławutycz, wracając na Białoruś.

- Gruzja stwierdziła, że plany separatystycznego państwa Osetii Południowej, przez społeczność międzynarodową uznawanej za okupowane terytorium Gruzji, dotyczące przeprowadzenia referendum w sprawie przyłączenia się do Rosji są „nie do zaakceptowania”[3].
- Rosyjska agencja cenzury mediów Roskomnadzor zgroził ukaraniem Wikipedii grzywną w wysokości do 4 mln rubli (około 49 tys. dolarów), jeśli nie usunie informacji, które są sprzeczne z oficjalną narracją Kremla o rosyjskiej inwazji na Ukrainę w 2022 roku[4].
- Naukowcy opublikowali pierwszą kompletną sekwencję genomu człowieka, ponad trzy dekady po rozpoczęciu projektu poznania ludzkiego genomu (HGP). Wiedza ta może pomóc w pełnym zrozumieniu ludzkiej genetyki oraz jej wpływu na choroby i zmiany genetyczne. Wyniki pozwolą też dużo lepiej zrozumieć działanie chromosomów[5].

## 30 marca
- Inwazja Rosji na Ukrainę:

- Ukraina stwierdziła, że rosyjska artyleria i samoloty zaatakowały szpital Czerwonego Krzyża w mieście Mariupol.
- Ukraińska wicepremier Iryna Wereszczuk wezwała Rosję do wycofania się z obszaru Czarnobylskiej Strefy Wykluczenia oraz do wycofania się z terenu elektrowni rosyjskich wojsk okupujących dawną elektrownię atomową. Z kolei urzędnik USA stwierdził, że siły rosyjskie rozpoczęły wycofywanie się z obszaru Czarnobyla i przeniosły się na Białoruś.
- Wysoki Komisarz Narodów Zjednoczonych ds. Uchodźców stwierdził, że od rozpoczęcia inwazji z kraju uciekło ponad cztery miliony Ukraińców.

- Prezydent Osetii Południowej Anatolij Bibiłow zadeklarował, że jego częściowo uznane państwo podejmie w najbliższym czasie „kroki prawne” w celu przystąpienia do Rosji[10].
- Rosja ogłosiła, że od 2025 roku zabroni korzystania z oprogramowania z innych krajów w agencjach rządowych. Ponadto, począwszy od 31 marca, wszystkie zakupy zagranicznego oprogramowania dla agencji rządowych muszą być wstępnie zatwierdzone przez rząd[11].
- Kosmiczny Teleskop Hubble’a zaobserwował najdalszą pojedynczą gwiazdę w historii. Gwiazda, nazwana przez astronomów Earendel, znajduje się 28 miliardów lat świetlnych od Ziemi. Jest to najdalsze odkrycie gwiazdy, sięgające 900 milionów lat po Wielkim Wybuchu. Odkrycie to pobiło rekord Hubble'a z 2018 roku, kiedy to odkryto gwiazdę, która istniała, gdy wszechświat miał około cztery miliardy lat[12].

## 29 marca
- Inwazja Rosji na Ukrainę:

- W wyniku uderzenia rakietowego na centralę administracji regionalnej w Mikołajowie zginęło 12 osób, a 22 inne zostały ranne.
- Rosyjskie wojska zaczęły wycofywać się z pozycji w obwodach kijowskim i czernihowskim. Europejskie Dowództwo Stanów Zjednoczonych potwierdziło wycofanie się Rosji, obserwując „poważną zmianę strategii”.
- Delegacje ukraińska i rosyjska prowadziły rozmowy pokojowe w Turcji. Były to pierwsze rozmowy twarzą w twarz od dwóch tygodni. Rosyjscy urzędnicy zgodzili się na „zasadnicze ograniczenie działań wojskowych w kierunku Kijowa i Czernihowa” podczas negocjacji.
- Pocisk uderzył w tymczasowy rosyjski obóz wojskowy w pobliżu miasta Biełgorod, 25 km od granicy rosyjsko-ukraińskiej. Władze rosyjskie podały, że co najmniej cztery osoby zostały ranne i stwierdziły, że pocisk został wystrzelony z terytorium Ukrainy. Ukraina zaprzeczyła wystrzeleniu rakiety, przypisując uderzenie błędowi ze strony Rosji.

## 28 marca
- 20 osób zginęło, a cztery zostały ranne w masowej strzelaninie w miejscu, w którym odbywały się walki kogutów w Las Tinajas w stanie Michoacán w Meksyku[18].
- Napad na pociąg pasażerski w stanie Kaduna w Nigerii. Napastnicy otworzyli ogień do pociągu jadącego z Abudży do Kaduny przewożącego 970 pasażerów, zabijając 7 osób i raniąc 22 inne. Niektóre osoby zostały porwane[19].
- Inwazja Rosji na Ukrainę:

- Burmistrz Ołeksandr Markuszyn stwierdził, że Irpień został odbity przez Ukraińskie Siły Lądowe.
- Wojska rosyjskie ostrzelały Rubiżne w obwodzie ługańskim, zabijając jedną osobę.
- Trościaniec został odbity przez ukraińskie siły zbrojne.
- Rosja ostrzegała przed oczekiwaniem „znaczących przełomów” przed pierwszą rundą osobistych negocjacji z Ukrainą. Dwóch ukraińskich negocjatorów, a także usankcjonowany rosyjski oligarcha Roman Abramowicz padli ofiarą podejrzenia o zatrucie podczas rozmów pokojowych na granicy białorusko-ukraińskiej na początku marca. Od tego czasu ich zdrowie się poprawiło.
- Prezydent Ukrainy Wołodymyr Zełenski stwierdził, że niektórych merów uprowadzonych przez rosyjskie siły znaleziono martwych.

## 26 marca
- Inwazja Rosji na Ukrainę:

- W toczącej się bitwie o Kijów ostrzeliwane przez rosyjskie wojsko były przedmieścia na zachód i wschód od miasta, w tym Dakarów, Bucza, Irpień i Biłohorodka. Na niektórych obszarach, takich jak Bucza i Niemiszaje, siły rosyjskie okopały się. Po protestach ulicznych miejscowych w okupowanym przez Rosjan mieście Sławutycz, na północ od Kijowa, rosyjskie wojsko zgodziło się na wycofanie pod warunkiem, że w mieście nie będzie ukraińskich żołnierzy. Rosjanie ustawili jednak punkt kontrolny poza Sławutyczem.
- Ukraińskie wojsko poinformowało, że odbiło miasto Trościaniec oraz wsie Połtawka i Małyniwka na wschód od miasta Hulajpole w obwodzie zaporoskim. Ukraiński kontratak kontynuowano również na wschód od Charkowa, prowadząc do odzyskania kilku osad, takich jak mocno sporna wieś Wiłchówka.
- Wojska rosyjskie zaatakowały z powietrza zachodni Lwów, raniąc pięć osób.
- Miały miejsce również rosyjskie ataki rakietowe skierowane na obiekty przemysłowe i wojskowe, w tym składy paliwa i zakład naprawy radia we Lwowie na zachodniej Ukrainie. Był to pierwszy rosyjski atak rakietowy na obiekty w granicach miasta Lwowa od rozpoczęcia inwazji Rosji na Ukrainę.
- Ukraiński Państwowy Inspektorat Dozoru Jądrowego poinformował, że obiekt doświadczalny ze źródłami neutronów w Charkowskim Instytucie Fizyki i Technologii został ostrzelany przez siły rosyjskie, dodając, że walki uniemożliwiły jednak ocenę szkód.
- Anatolij Bibiłow, wspierany przez Rosję przywódca gruzińskiej separatystycznej Osetii Południowej, potwierdził, że lokalne siły dołączyły do wojsk rosyjskich przeniesionych z regionu na Ukrainę.
- Pomnik Holokaustu na uroczysku Drobyćkyj Jar we wschodniej części Charkowa na północnym wschodzie Ukrainy został trafiony w wyniku rosyjskiego ostrzału. Uszkodzony został pomnik Menory stojący przy wejściu na uroczysko.

- Trzęsienie ziemi o magnitudzie 5,8 wystąpiło o godzinie 23.28 czasu lokalnego w północno-zachodnim Ekwadorze. Epicentrum trzęsienia znajdowało się około 10 km na południowy wschód od miasta Esmeraldas na głębokości 40 km. Było odczuwalne w kilku prowincjach. W tym samym rejonie odnotowano wstrząsy wtórne. Magnituda jednego z najsilniejszych wyniosła 5,1. Nie było doniesień o ofiarach[40].
- Arabia Saudyjska i Kuwejt podpisały 50-letni program wydobycia pola gazowego Arash, które rozciąga się na granicy morskiej między tymi dwoma krajami i rozciąga się na wody irańskie. Iran stwierdził, że umowa jest nielegalna[41].

## 25 marca
- Inwazja Rosji na Ukrainę:

- Siły ukraińskie rozpoczęły kontrataki na wschodnich podejściach Kijowa, przejmując niektóre wsie, takie jak Łukianowka i pozycje obronne. Na północny zachód od stolicy toczyły się walki o Irpień, większość miasta pozostała w rękach ukraińskich pomimo stałego ostrzału artylerii rosyjskiej. Siły rosyjskie zajęły miasto Sławutycz na północ od Kijowa, w pobliżu elektrowni atomowej w Czarnobylu.
- Siły rosyjskie dokonały nalotu na centrum dowodzenia Ukraińskimi Siłami Powietrznymi, które znajduje się w Winnicy na Ukrainie. Na centrum dowodzenia uderzyło sześć pocisków manewrujących, które spowodowały znaczne zniszczenia infrastruktury.
- Rosja stwierdziła, że użyła pocisków manewrujących Kalibr do zniszczenia dużego terminalu naftowego pod Kijowem.
- Przedstawiciel Departamentu Obrony USA podał, że siły rosyjskie nie mają pełnej kontroli nad Chersoniem, jedynym dużym miastem, jakie zdobyły na Ukrainie.
- Według ukraińskich urzędników w nalocie pod Chersoniem zginął rosyjski generał porucznik Jakow Riezancew, dowódca 49. Armii.
- Prezydent Białorusi Alaksandr Łukaszenka potwierdził, że Białoruś „nie ma planów walki na Ukrainie”. Ostrzegł jednak, że Białoruś może przystąpić do wojny, jeśli zostanie przeciwko niej podjęta agresja.

- Szef Głównego Zarządu Operacyjnego Sztabu Generalnego Rosji gen. płk Siergiej Rudskoj poinformował, że od czasu rozpoczęcia „specjalnej operacji wojskowej” na Ukrainie 24 lutego br. zginęło 1.351 rosyjskich żołnierzy, a 3.825 zostało rannych[49].

## 24 marca
- Inwazja Rosji na Ukrainę:

- Siły rosyjskie zaatakowały z powietrza pocztę Nowa Poszta w Charkowie, zabijając sześciu cywilów.
- Około 07:45 czasu lokalnego (05:45 UTC) na pokładzie zacumowanego w porcie w Berdiańsku okrętu desantowego klasy aligator rosyjskiej marynarki wojennej Saratow nastąpiła eksplozja i pożar na pokładzie okrętu. Siły ukraińskie podały, że uderzyły w okręt pociskiem balistycznym Toczka, jednak przyczyna wybuchu nie została jeszcze zweryfikowana. Dwie inne towarzyszące okrętowi jednostki desantowe szybko opuściły port, jedna z nich płonęła. Nie wiadomo, jakich uszkodzeń jednostki doznały podczas eksplozji i późniejszego pożaru na pokładzie Saratowa.
- Przedstawiciel rosyjskiego Ministerstwa Obrony Igor Konashenkov poinformował, że do rana 24 marca miasto Izium zostało całkowicie opanowane przez jednostki armii rosyjskiej.
- Minister spraw zagranicznych Ukrainy Dmytro Kułeba powiedział, że Białoruś nie chce walczyć u boku Rosji na Ukrainie.
- Ukraińscy urzędnicy stwierdzili, że siły rosyjskie ponownie użyły bomb fosforowych.
- Kanada zakazała swoim żołnierzom dołączania do sił ochotniczych na Ukrainie, obawiając się, że ich obecność zostanie wykorzystana w rosyjskiej propagandzie.

## 23 marca
- Samobójczy zamach w Somalii. Dwóch zamachowców-samobójców wysadziło się w powietrze, atakując pojazd wiozący polityka Aminę Mohamed Abdi w mieście Beledweyne w Somalii. W zamachu zginęła somalijska polityk i 47 innych osób, a co najmniej 105 zostało rannych[57].
- Inwazja Rosji na Ukrainę:

- Urzędnik Departamentu Obrony USA stwierdził, że siły ukraińskie zepchnęły siły rosyjskie z powrotem na linię frontu na wschód od Kijowa. Dodał, że siły rosyjskie stały się bardziej aktywne we wschodniej części Ukrainy w rejonie Donbasu, mówiąc, że „stosują dużo więcej energii” w obwodach ługańskim i donieckim.
- Cztery osoby zostały ranne w wyniku serii rosyjskich nalotów na infrastrukturę w Kijowie.
- Rosyjska dziennikarka Oksana Baulina zginęła podczas ostrzału w rejonie podolskim w Kijowie.
- Laboratorium w pobliżu Czarnobylskiej Strefy Wykluczenia zostało splądrowane i zniszczone przez rosyjskich żołnierzy.

- Wczesnym rankiem u wybrzeży Tajwanu wystąpiły dwa trzęsienia ziemi. Najsilniejsze miało magnitudę 6,6. Oba wstrząsy odczuwalne były na całej wyspie. Trzęsienia wystąpiły na głębokości 30,6 i 19,3 km. Ich epicentra znajdowały się w pobliżu miast Hualian i Taidong. Nie odnotowano poważnych zniszczeń i nie ma informacji o poszkodowanych[62].

## 22 marca
- Inwazja Rosji na Ukrainę:

- Oddziały ukraińskie odbiły strategicznie ważne miasteczko Makarów w obwodzie kijowskim. Autostrada na zachód od Kijowa była kontrolowana z Makarowa, dając stronie ukraińskiej drogę zaopatrzeniową. Poza tym front w aglomeracji kijowskiej pozostawał statyczny. Z kolei rosyjski atak z kierunku Hostomla został powstrzymany przez siły ukraińskie w wyniku ciężkich walk.
- Okręty rosyjskiej marynarki wojennej operujące na Morzu Azowskim ostrzelały kontrolowane przez Ukraińców obszary Mariupola.
- Sekretarz generalny ONZ António Guterres powiedział, że widać postęp dyplomatyczny w kilku kluczowych kwestiach sytuacji na Ukrainie w celu zakończenia wojny. Wezwał też Rosję i Ukrainę do zakończenia wojny „nie do wygrania”.
- Sekretarz prasowy Kremla Dmitrij Pieskow stwierdził, że Rosja użyje swojej broni jądrowej tylko wtedy, gdy kraj stanie w obliczu „egzystencjalnego zagrożenia”.

- Australia ogłosiła utworzenie dowództwa Defence Space, mówiąc, że ma ono przeciwdziałać ambicjom Rosji i Chin w przestrzeni kosmicznej. W skład nowej agencji wchodzą żołnierze wojska, marynarki wojennej, lotnictwa, a także prywatni kontrahenci[69].

## 21 marca
- 132 osoby zginęły w katastrofie Boeinga 737 w chińskim regionie Kuangsi[70].
- Bojownicy islamscy urządzili zasadzkę na żołnierzy w prowincji Gourma w Burkina Faso, w wyniku której zginęło 13 osób[71].
- Inwazja Rosji na Ukrainę:

- Rosyjskie naloty zniszczyły częściowo centrum handlowe w Kijowie, w wyniku czego zginęło co najmniej osiem osób.
- Rosja dała Ukrainie termin do 5 rano (3:00 czasu UTC) na poddanie miasta Mariupol. Ukraina odrzuciła rosyjskie ultimatum o oddaniu kontroli nad Mariupolem, a wicepremier Iryna Wereszczuk powiedziała, że „już poinformowaliśmy o tym stronę rosyjską”.
- W zakładzie chemicznym Sumykhimprom w Sumach na Ukrainie doszło do wycieku amoniaku w wyniku rosyjskiego nalotu. Został uszkodzony jeden ze zbiorników, co spowodowało zanieczyszczenie gruntów w promieniu 2,5 km, w tym wioski Nowosiołica (obwód sumski) i Werchnia Syrowatka.

- Rosyjski sąd zakazał serwisów społecznościowych Facebook i Instagram, które zostały zablokowane kilka dni wcześniej, za „ekstremizm”[78].

## 20 marca
- Inwazja Rosji na Ukrainę:

- Według Sztabu Generalnego SZ Ukrainy wojsko rosyjskie straciło od początku wojny już 14,7 tys. żołnierzy i zniszczono do tej pory 96 samolotów, 118 śmigłowców, 476 czołgów, 1487 transportery opancerzone, 230 systemów artyleryjskich, 74 wieloprowadnicowe wyrzutnie rakietowe, 44 systemy przeciwlotnicze, 947 samochody, 3 okręty, 60 cystern i 21 dronów.
- Opublikowano informację, że 11 marca 56 osób zginęło wskutek ostrzelania z czołgu domu opieki senioralnej w Kreminnej w obwodzie ługańskim.
- Rada miejska Mariupola stwierdziła, że rosyjskie siły zbrojne siłą deportowały „kilka tysięcy” ludzi do obozów i odległych miast w Rosji.

- Co najmniej pięć osób zginęło, a dziesiątki uznano za zaginione po zderzeniu promu ze statkiem w Bangladeszu[83].
- Bułgaria stwierdziła, że zakończy import rosyjskiego gazu, gdy jej 10-letnia umowa z Gazpromem wygaśnie pod koniec 2022 roku, sygnalizując odejście od rosyjskiej energetyki. Bułgarski minister energetyki Aleksander Nikołow zapowiedział, że Bułgaria będzie również dążyła do zwiększenia importu gazu z Azerbejdżanu[84].
- Podczas halowych mistrzostw świata w lekkoatletyce ustanowiono dwa absolutne rekordy świata: Wenezuelka Yulimar Rojas 15,74 w trójskoku oraz Szwed Armand Duplantis 6,20 w skoku o tyczce[85].

## 19 marca
- 22 osoby zginęły, a 38 zostało rannych podczas zderzenia autobusu z ciężarówką w Melela Kibaoni w regionie Morogoro w Tanzanii[86].
- Inwazja Rosji na Ukrainę:

- Siły rosyjskie zbombardowały szkołę artystyczną w Mariupolu, w której schroniło się 400 osób.

- Serdar Berdimuhamedow został zaprzysiężony na urząd prezydenta Turkmenistanu[89].

## 18 marca
- Inwazja Rosji na Ukrainę:

- Dziewięć osób zginęło w wyniku rosyjskiego ostrzału w Zaporożu.
- Rosja zbombardowała ukraińskie koszary wojskowe w Mikołajowie.

- Samolot wojskowy Korpusu Piechoty Morskiej Stanów Zjednoczonych MV-22B Osprey rozbił się w Beiarn w Norwegii podczas udziału w ćwiczeniach wojskowych NATO o nazwie Cold Response. Wszyscy czterej członkowie załogi zginęli[92].

## 17 marca
- Inwazja Rosji na Ukrainę:

- Miasta we wschodniej Ukrainie, Izium i Rubiżne, zostały zajęte przez Rosję.
- Według informacji ukraińskiego wywiadu prezydent Syrii Baszszar al-Asad zobowiązał się dostarczyć Rosji 40 tys. najemników.
- Brytyjski sekretarz obrony Ben Wallace ogłosił, że Wielka Brytania rozmieści w Polsce system obrony powietrznej Sky Sabre oraz 100 żołnierzy do jego obsługi w ramach odpowiedzi NATO na rosyjską agresję militarną.

- Amazon zgodził się na zakup amerykańskiego studia filmowego Metro-Goldwyn-Mayer za 8,5 miliardów dolarów[96].

## 16 marca
- Inwazja Rosji na Ukrainę:

- Doniecki Regionalny Teatr Dramatyczny w Mariupolu na Ukrainie, który był wykorzystywany jako schron przeciwlotniczy dla 1200 cywilów, został w dużej części zniszczony przez bombardowania. Ukraina oskarżyła Rosję o przeprowadzenie nalotu na teatr, jednak rosyjskie władze zaprzeczyły temu, oskarżając pułk „Azow” o zaplanowanie i przeprowadzenie bombardowania.
- Ambasada USA w Kijowie stwierdziła, że siły rosyjskie rozstrzelały 10 osób stojących w kolejce po chleb w Czernihowie, choć nie dostarczyła na to żadnych dowodów. W późniejszym czasie w mediach społecznościowych zostały opublikowane filmy, pokazujące rzekome następstwa. Z kolei rosyjskie Ministerstwo Obrony zaprzeczyło, jakoby odpowiedzialne były za to siły rosyjskie.
- Ukraina ogłosiła, że jej siły rozpoczęły kontrofensywę w celu odparcia sił rosyjskich zbliżających się do Kijowa, walcząc w Buczy, Hostomelu i Irpieniu. Dodatkowo wojska ukraińskie rozpoczęły również ofensywę pod Mikołajowem w kierunku na Chersoń.
- Porwany mer Melitopolu Iwan Fiodorow został uwolniony w zamian za dziewięciu rosyjskich jeńców wojennych.
- Siergiej Ławrow i Zełenski stwierdzili, że rozmowy postępują. Ławrow stwierdził, że dyskutowana była neutralność Ukrainy. Rzecznik prezydenta Putina Dmitrij Pieskow stwierdził, że patrzą na model demilitaryzacji na wzór Austrii i Szwecji, które mają własne armie, jednak biuro Zełenskiego niedługo potem odrzuciło to. Michaił Podolak, jeden z ukraińskich negocjatorów, stwierdził, że zgodnie z proponowanym planem pokojowym Ukraina zachowa neutralność, zapewni prawa dla osób mówiących po rosyjsku i zignoruje kwestię spornych terytoriów. W zamian zachowa swoje wojsko, podczas gdy kraje sprzymierzone będą interweniować w przypadku ponownego najazdu.
- Sekretarz obrony Ben Wallace stwierdził, że Wielka Brytania zaczęła dostarczać pociski przeciwlotnicze Starstreak dla ukraińskiego wojska. Z kolei prezydent USA Joe Biden ogłosił dalsze 800 milionów dolarów "pomocy bezpieczeństwa" dla Ukrainy, w tym 800 systemów przeciwlotniczych i tysiące pocisków przeciwpancernych i uzbrojonych dronów bojowych, aby przeciwdziałać inwazji Rosji.

- Trzęsienie ziemi o magnitudzie 7,3 nawiedziło prefektury Fukushima i Miyagi na północnym wschodzie Japonii; wydano ostrzeżenie przed tsunami. Wstrząsy miały miejsce w pobliżu wyspy Honsiu około 15:35 polskiego czasu. Epicentrum trzęsienia znajdowało się na wschód od wschodniego wybrzeża Japonii, natomiast hipocentrum na głębokości około 60 km. Około 2 miliony gospodarstw domowych było pozbawionych prądu. Co najmniej cztery osoby zginęły, a 104 inne zostały ranne[108][109][110].
- Prezydent Kazachstanu Kasym-Żomart Tokajew zaproponował parlamentowi narodowemu szereg reform, w tym przywrócenie Trybunału Konstytucyjnego, zmniejszenie wymogu członkostwa przy zakładaniu partii politycznych z 20 do 5 tysięcy, zmniejszenie liczby deputowanych mianowanych przez prezydenta, przywrócenie trzech regionów, które zostały połączone w latach 90. Jego zdaniem celem tych reform jest przeniesienie obecnego systemu politycznego z rządów „nadprezydenckich” do republiki prezydenckiej z silnym parlamentem[111].

## 15 marca
- Inwazja Rosji na Ukrainę:

- Wojska rosyjskie dokonały szturmu na regionalny szpital intensywnej terapii w Mariupolu i wzięli około 400 osób jako zakładników. Władze lokalne potwierdziły, że zniszczony szpital znajdował się pod kontrolą Rosji.
- Rosyjskie Ministerstwo Obrony stwierdziło, że siły rosyjskie przejęły pełną kontrolę nad ukraińskim obwodem chersońskim i zniszczyły w ciągu ostatnich 24 godzin sześć ukraińskich odrzutowców, siedem śmigłowców i 13 bezzałogowych statków powietrznych. Z kolei zdjęcia satelitarne z Planet Labs ukazywały wiele rosyjskich helikopterów płonących na międzynarodowym lotnisku w Chersoniu po tym, jak siły ukraińskie poinformowały o uderzeniu na lotnisko; to drugi ukraiński atak na ten obiekt od czasu, gdy 2 marca wpadł on w ręce Rosjan.
- Ukraiński portal Telegraf podał, że siły zbrojne Ukrainy zabiły Olega Mitiajewa, rosyjskiego generała majora, dowódcę 150. Dywizji Strzelców Zmotoryzowanych.
- Operator Fox News Pierre Zakrzewski i producentka Ołeksandra Kuwszynowa zginęli, a korespondent wojenny Benjamin Hall został ranny podczas relacjonowania walk między siłami rosyjskimi i ukraińskimi w Horence w obwodzie kijowskim.
- Wysoki Komisarz Narodów Zjednoczonych ds. Uchodźców podał, że od rozpoczęcia inwazji z Ukrainy uciekło ponad trzy miliony ludzi.

- Portoryko wyszło z bankructwa po zakończeniu największej restrukturyzacji długu publicznego w historii Stanów Zjednoczonych[119].
- Intel obiecał 33 miliardy euro na inwestycje w unijne fabryki i ośrodki badawcze, w tym 17 miliardów euro na budowę zakładu produkującego chipy w Magdeburgu w Niemczech i 12 miliardów euro na modernizację irlandzkiej fabryki; firma obiecała 80 miliardów euro dla UE w ciągu następnej dekady[120].

## 14 marca
- Inwazja Rosji na Ukrainę:

- Według gubernatora obwodu rówieńskiego Witalija Kowala nalot rosyjskich sił powietrznych na wieżę telewizyjną we wsi Antopi na zachodniej Ukrainie zabił co najmniej 19 cywilów, a dziewięciu innych zostało rannych. Z kolei gubernator Obwodu Dniepru Valentin Reznichenko podał, że w wyniku rosyjskiego bombardowania zniszczono pas startowy i uszkodzono terminal na Międzynarodowym Lotnisku Dniepr.
- Dienis Puszylin, szef DRL, powiedział, że rano zestrzelono ukraińską rakietę Tochka-U nad Donieckiem, lecz odłamki pocisku uderzyły w centrum miasta. Rosyjskie Ministerstwo Obrony podało, że zginęło 23 cywilów. Ukraińskie wojsko stwierdziło jednak, że za atakiem stały siły rosyjskie. W odwecie rosyjskie Ministerstwo Obrony obiecało podjęcie kroków w celu zniszczenia ukraińskich fabryk przemysłu obronnego. Powiedział również, że Rosja zna położenie wszystkich „zagranicznych najemników na Ukrainie”, a siły rosyjskie nadal będą atakować ich z precyzją.
- Urzędnik Departamentu Obrony USA stwierdził, że postęp Rosji zostały zatrzymany na prawie wszystkich frontach, ale nie wydaje mu się, aby powstrzymało to ataki.
- Syryjskie Obserwatorium Praw Człowieka poinformowało, że ponad 40 tys. Syryjczyków zarejestrowało się, aby walczyć po stronie Rosji na Ukrainie. Dodał, że ogłoszenia rekrutacyjne zostały wysłane do milicji Al-Katerji, która w przeszłości działała jako pośrednik między rządem syryjskim a grupą Państwa Islamskiego.
- Kilku urzędników amerykańskich w wywiadach dla Financial Times i The Washington Post podało, że Rosja poprosiła Chiny o dostarczenie broni i pomoc finansową. Ambasada Chin w Waszyngtonie zaprzeczyła jednak, że złożono taką prośbę. Następnie Rosja zaprzeczyła, jakoby prosiła Chiny o pomoc wojskową. Notowane na giełdzie w USA chińskie akcje spadają do najniższych poziomów od 2015 roku, spadając o około 10%.

- Pandemia COVID-19: Według stanu na 14 marca liczba potwierdzonych zakażeń na całym świecie przekroczyła 458 milionów, zaś liczba zgonów to ponad 6 milionów osób[132].
- Cyberatak zniszczył strony izraelskiego rządu, w tym ministerstwa spraw wewnętrznych, zdrowia, sprawiedliwości i opieki społecznej, a strona internetowa premiera została tymczasowo wyłączona w wyniku ataku DDoS[133].

## 13 marca
- Inwazja Rosji na Ukrainę:

- Władze ukraińskie podały, że w Mariupolu w obwodzie donieckim zginęło 2187 cywilów. Rada Miejska Mariupola stwierdziła, że rosyjskie siły celowo atakują budynki mieszkalne i gęsto zaludnione obszary miasta.
- Według gubernatora obwodu lwowskiego Maksyma Kozyckiego siły rosyjskie, przy użyciu ponad 30 pocisków, zbombardowały Międzynarodowe Centrum Pokoju i Bezpieczeństwa w Jaworowie, bazę wojskową wykorzystywaną przez ukraińskie wojsko do przeprowadzania większości ćwiczeń z krajami NATO. Później podał, że w ataku zginęło 35 osób, a 134 zostały ranne, podczas gdy rosyjskie Ministerstwo Obrony twierdziło, że zginęło do 180 najemników spoza Ukrainy, a wiele broni dostarczonej na Ukrainę przez inne kraje zostało zniszczone. Był to najbardziej wysunięty na zachód nalot przeprowadzony przez Rosję od początku wojny.
- Donoszono również o ciężkich walkach na wielu frontach w ciągu dnia. Ukraina podała, że kontratakowała w obwodzie charkowskim i wokół Mikołajowa, podczas gdy brytyjskie Ministerstwo Obrony stwierdziło, że siły rosyjskie próbowały izolować siły ukraińskie we wschodniej Ukrainie, a rosyjska marynarka wojenna skutecznie ustawiła blokadę wokół ukraińskiego wybrzeża Morza Czarnego, zatrzymując jej międzynarodowy handel morski.
- Rosyjskie naloty wyrządziły znaczne szkody na Międzynarodowym Lotnisku Iwano-Frankiwsk na zachodniej Ukrainie.
- Rosyjskie siły okupacyjne mianowały Galinę Danilchenko nowym merem Melitopola po porwaniu Iwana Fiodorowa. Danilchenko, była radna miasta, wezwała mieszkańców do „dostosowania się do nowej rzeczywistości” i zaprzestania „popełniania czynów ekstremistycznych”. Rada miejska odmówiła jednak uznania Danilczenki za mera i wezwała władze ukraińskie do oskarżenia jej o zdradę stanu. Następnie Rosjanie uprowadzili mera Dniprorudnego w obwodzie zaporoskim Jewgienija Matwiejewa, który odmówił współpracy z wojskiem.
- Brent Renaud, filmowiec i fotoreporter, wcześniej związany z The New York Times, został zastrzelony przez rosyjskie wojska w Irpieniu w obwodzie kijowskim. Jego kolega, inny obywatel USA, został ranny i ewakuowany do szpitala.

- Około 12 osób zginęło w Mozambiku po tym, jak cyklon tropikalny Gombe uderzył w prowincje Nampula i Zambézia[143].

## 12 marca
- Arabia Saudyjska dokonała egzekucji 81 osób, co czyni ją największą egzekucją w historii kraju, przewyższając nawet tę ze stycznia 1980 roku, kiedy 63 bojowników skazano na śmierć za próbę przejęcia Świętego Meczetu w Mekce[144].
- Katastrofa kolejowa w Lualabie w Demokratycznej Republice Konga. Podczas wypadku kolejowego w Lualabie zginęło co najmniej 61 osób, a 54 zostały ranne[145].
- Inwazja Rosji na Ukrainę:

- Ciężkie walki toczyły się w ciągu dnia na północ od Kijowa i wokół innych oblężonych miast, a według ukraińskich urzędników starcia i rosyjskie naloty zagrażały ewakuacji ludności. Siły rosyjskie zniszczyły Bazę Lotniczą Wasylków. Natomiast rosyjskie Ministerstwo Obrony podało, że zniszczyło główny ośrodek wywiadu radiowego i elektronicznego ukraińskich sił zbrojnych w Browarach.
- Minister spraw zagranicznych Ukrainy Dmytro Kułeba oskarżył rosyjski rząd o planowanie referendum w Chersoniu w celu utworzenia „Chersońskiej Republiki Ludowej”, która miałaby być kierowana przez rząd sympatyzujący z Rosją.
- Rosyjskie Ministerstwo Obrony podało, że siły Donieckiej Republiki Ludowej zdobyły w ciągu dnia miasto Wołnowacha na północ od Mariupola.
- Sztab Generalny SZ Ukrainy stwierdził, że postępy Rosjan uległy spowolnieniu i zostały w wielu miejscach zatrzymane. Wicepremier Ukrainy Iryna Wereszczuk poinformowała, że w ciągu dnia ewakuowano około 13 tys. cywilów.
- Ukraińscy urzędnicy oskarżyli Rosję o użycie bomb fosforowych podczas ataku na Popasną w obwodzie ługańskim na wschodzie Ukrainy.
- Około godziny 22:00 rosyjscy żołnierze uszkodzili Ławrę Świętogórską, popularne miejsce pielgrzymek prawosławnych pod jurysdykcją Ukraińskiego Kościoła Prawosławnego Patriarchatu Moskiewskiego.
- Rosja ostrzegła, że może strzelać do wszelkich przyszłych dostaw uzbrojenia NATO na Ukrainę, mówiąc, że dostawy broni są „uprawnionymi celami wojskowymi” dla jej wojska.

- Serdar Berdimuhamedow zwyciężył w wyborach prezydenckich w Turkmenistanie[154].

## 11 marca
- Inwazja Rosji na Ukrainę:

- Wojska rosyjskie schwytały burmistrza Melitopola Iwana Fiodorowa i zabrali go w nieznane miejsce po tym, jak odmówił współpracy z rosyjskimi siłami okupacyjnymi. Schwytanie Fiodorowa potwierdził urzędnik ukraińskiego Ministerstwa Spraw Wewnętrznych Anton Heraszczenko.
- Duży konwój rosyjskich pojazdów wojskowych, w tym czołgów i artylerii samobieżnej, zaczął „rozjeżdżać się” do lasów i miast pod Kijowem, przygotowując się do natarcia na stolicę.
- Ukraińskie Siły Lądowe rozpoczęły kontrofensywę w obwodzie czernihowskim, odzyskując od sił rosyjskich kontrolę nad pięcioma osadami i zdobywając dwa rosyjskie transportery opancerzone i amunicję.
- Około 104 rosyjskich żołnierzy zostało wziętych do niewoli w Sumach.
- Rosja przeprowadziła „precyzyjne” naloty na lotniska w Łucku i Iwano-Frankiwsku na zachodniej Ukrainie, zabijając czterech ukraińskich żołnierzy i raniąc sześciu innych. Odrzutowce rosyjskich sił powietrznych po raz pierwszy zbombardowały miasto Dniepr, niszcząc fabrykę obuwia i zabiły jedną osobę.
- Rosja pozwoliła ochotnikom dołączyć do swoich sił zbrojnych, aby walczyć w wojnie przeciwko Ukrainie. Siergiej Szojgu, minister obrony Rosji, stwierdził, że otrzymał około 16 tys. aplikacji, głównie z osób z Bliskiego Wschodu.

- YouTube zablokował wszystkie konta powiązane z rosyjskimi mediami państwowymi za naruszenie polityki serwisu dotyczącej wypierania się lub trywializacji dobrze udokumentowanych wydarzeń z użyciem przemocy[161].

## 10 marca
- Inwazja Rosji na Ukrainę:

- Siły rosyjskie wznowiły ostrzał portowego miasta Mariupol po wcześniejszym nalocie na szpital dziecięcy, w którym zginęły trzy osoby. Konwój pomocy humanitarnej próbujący dotrzeć do Mariupola zmuszony był do zawrócenia z powodu ciężkich walk w rejonie miasta.
- Ukraiński koncern Energoatom poinformował, że rosyjskie wojska zaminowały brzeg zbiornika kachowskiego na Dnieprze, tuż obok zajętej Zaporoskiej Elektrowni Atomowej.

- Katalin Novák została wybrana przez węgierski parlament na urząd prezydenta kraju. Ekonomistka i prawniczka była kandydatką rządzącej na Węgrzech konserwatywnej partii Fidesz[165].
- Amerykański bank Goldman Sachs ogłosił, że kończy swoją działalność w Rosji, stając się pierwszym dużym bankiem z Wall Street, który opuścił kraj po inwazji na Ukrainę[166].

## 9 marca
- Inwazja Rosji na Ukrainę:

- Blisko 60 osób zginęło, a prawie 400 odniosło obrażenia podczas rosyjskich bombardowań i ostrzałów Czernihowa na północy kraju.
- Rosyjski nalot zniszczył oddział położniczy i szpital dziecięcy w Mariupolu na Ukrainie, zabijając trzy osoby i raniąc co najmniej 17.
- Siły ukraińskie ogłosiły odzyskanie kontroli nad miastem Dergacze, położonym w obwodzie charkowskim.
- Dowódca 33. pułku strzelców zmotoryzowanych rosyjskiej Gwardii Narodowej podpułkownik Jurij Agarkow został zabity na Ukrainie.
- Wysoki Komisarz Narodów Zjednoczonych ds. Uchodźców stwierdził, że ponad dwa miliony Ukraińców uciekło z kraju od rozpoczęcia inwazji. Większość wyjechała do sąsiedniej Polski, a Węgry, Rumunia i Słowacja również przyjęły po kilkaset tysięcy uchodźców.
- Ukraiński operator sieci państwowej ostrzegł, że siły rosyjskie, które kontrolują elektrownię jądrową w Czarnobylu, odłączyły elektrownię od sieci elektrycznej, co według operatora wpłynie na chłodzenie paliwa jądrowego, i wymusiło zaciemnienie pobliskiego miasta Sławutycz. Wcześniej elektrownia przestała komunikować się z MAEA, organizacją ONZ specjalizującą się w produkcji energii jądrowej. Z kolei minister spraw zagranicznych Ukrainy Dmytro Kułeba powiedział, że rezerwowe generatory Diesla, które schładzają wypalone paliwo jądrowe, mogą działać tylko przez kolejne 48 godzin i że wyciek promieniowania z Czarnobyla jest „nieuchronny”, jeśli zasilanie nie zostanie natychmiast przywrócone. Kułeba dodał również, że „barbarzyńska wojna Putina” naraża całą Europę na niebezpieczeństwo. Jednak Międzynarodowa Agencja Energii Atomowej stwierdziła, że nie ma zagrożenia.

- Według wstępnych wyników wyborów prezydenckich w Korei Południowej zwyciężył konserwatywny kandydat, Yoon Suk-yeol[177].
- Fitch Ratings obniżył rating Rosji z „B” do „C”, o jeden stopień powyżej niewypłacalności. Ostrzegł również, że Rosja jest blisko, aby nie wywiązywać się ze swoich zobowiązań[178].

## 8 marca
- W Nigerii uzbrojeni napastnicy napadli na grupę strażników w stanie Kebbi, zabijając 62 osoby[179]. Następnie napastnicy zaatakowali w stanie Kebbi konwój wojskowy z zastępcą gubernatora stanu, Dabai'em Yombe. W ataku zginęło 19 żołnierzy. Konwój kierował się do Wasagu/Danko[180].
- Inwazja Rosji na Ukrainę:

- Konsulat Albanii w Charkowie został zniszczony w wyniku rosyjskiego ostrzału. Nie było doniesień o ofiarach.

- Powódź w Australii.  Liczba ofiar śmiertelnych powodzi w stanach Queensland i Nowa Południowa Walia wzrosła do 20 osób[182].
- Administracja Joe Bidena zakazała importu rosyjskiej ropy, gazu i węgla do Stanów Zjednoczonych[183].

## 7 marca
- Inwazja Rosji na Ukrainę:

- Według ukraińskiej armii straty rosyjskie wyniosły od początku inwazji: 290 czołgów, 999 transporterów opancerzonych, 117 zestawów artylerii, 50 wyrzutni rakiet, 46 samolotów i 68 śmigłowców.
- Co najmniej 8 osób zginęło w wyniku zmasowanych bombardowań w obwodzie charkowskim. Zniszczono domy mieszkalne, budynki administracyjne i placówki medyczne. Pięciu cywili i czterech wojskowych zginęło w rosyjskim ataku na lotnisko w Winnicy. Rakiety zostały wystrzelone z Morza Czarnego. Na terenie lotniska wybuchł pożar.
- W nocy z niedzieli na poniedziałek ukraińskie siły zbrojne odzyskały kontrolę nad 30-tysięcznym miastem Czuhujew w obwodzie charkowskim. W walkach zginęli dwaj rosyjscy dowódcy.
- Ukraina podała, że podczas walk w obwodzie charkowskim zginął generał major Witalij Gierasimow, dowódca 15 Samodzielnej Brygady Zmechanizowanej i szef sztabu 41 Armii. Brał udział w aneksji Krymu, rosyjskiej interwencji w Syrii i II wojny czeczeńskiej. Był drugim generałem zabitym przez siły ukraińskie po Andrieju Suchowieckim.
- Międzynarodowa Agencja Energii Atomowej potwierdziła, że Charkowski Instytut Fizyki i Technologii w Charkowie, w którym znajduje się generator neutronów, został zniszczony przez rosyjski ostrzał. MAEA stwierdziła, że nie wykryto żadnego uwolnienia promieniowania z obiektu, w którym znajdował się „mały spis materiałów radioaktywnych”.
- Rosja i Ukraina ustanowiły kolejne zawieszenie broni, aby umożliwić humanitarną ewakuację z niektórych miast.
- Sekretarz prasowy Dmitrij Pieskow stwierdził, że Rosja zakończy swoją kampanię wojskową, jeśli Ukraina zakończy swoją kampanię wojskową, nie wstąpi do NATO, uzna Krym za część Rosji, a także uzna DRL i ŁRL za niepodległe państwa.

- Białoruś przeprowadziła szeroko zakrojony atak phishingowy na przedstawicieli władz wojska polskiego i ukraińskiego. Atak został jednak powstrzymany[193].
- Naukowcy odnaleźli skamieniałe szczątki najstarszego prekursora dinozaurów występujących na terenach Ameryki Południowej. Odkrycia dokonano w brazylijskim stanie Rio Grande do Sul, gdzie odnaleziono kość udową o długości 11 cm. Jej cechy pozwoliły na przypisanie jej do grupy dinozauromorfów, do której należą dinozaury i organizmy blisko z nimi spokrewnione. Skamieniałość pochodzi sprzed 237 milionów[194].

## 6 marca
- Inwazja Rosji na Ukrainę:

- Ukraińskie wojsko podało, że od rozpoczęcia inwazji zginęło ponad 11 tys. rosyjskich żołnierzy, podczas gdy rzecznik rosyjskiego Ministerstwa Obrony gen. dyw. Igor Konashenkov poinformował w środę, że zginęło 498 żołnierzy. Według szacunków byłego ministra obrony Ukrainy Andrija Zahorodniuka (obecnie szefa Centrum Strategii Obronnych) straty Rosjan wyniosły 11 tys. zabitych i 30–35 tys. rannych.
- Druga próba otwarcia korytarza humanitarnego z obleganego Mariupola, nie udała się, ponieważ siły rosyjskie otworzyły ogień do cywilów.
- Rosyjskie siły ostrzelały bloki mieszkalne w Kramatorsku na wschodzie Ukrainy. Co najmniej dwie osoby zginęły, a wiele zostało rannych.
- Prezydent Ukrainy Wołodymyr Zełenski stwierdził, że międzynarodowy port lotniczy Hawryszówka Winnica w obwodzie winnickim został „całkowicie zniszczony” po trafieniu ośmioma rosyjskimi rakietami balistycznymi.
- Urzędnicy amerykańscy stwierdzili, że Rosja rozpoczęła rekrutację syryjskich najemników doświadczonych w walce miejskiej.

- W wyniku powodzi na wschodzie Australii liczba ofiar śmiertelnych wzrosła do co najmniej 17 osób. Nad Queensland i Nową Południową Walię nadciągają kolejne ulewy, burze i gradobicia[201].
- Tysiące Rosjan wyszło na ulice Moskwy i Petersburga, a także innych miast, protestując przeciwko inwazji. Według portalu OWD-Info, monitorującego represje polityczne w Rosji, w czasie manifestacji zatrzymano blisko pięć tysięcy osób[202].
- Ukraina wstrzymała cały eksport żyta, owsa, gryki, prosa, cukru, soli oraz większości mięsa i przetworów mięsnych nadających się do spożycia przez ludzi, ponieważ spodziewa się słabych zbiorów i niedoborów żywności[203].
- Rosja opublikowała dyrektywę rządową nakazującą wszystkim instytucjom rządowym i usługodawcom internetowym, którzy je obsługują, przełączenie się na rosyjskie serwery DNS i (jeśli to możliwe i stosowne) do strefy domeny .ru, a także zastąpienie całego kodu JavaScript hostowanego za granicą równoważnym kodem hostowanym na lądzie do 11 marca tegoż roku. Rosyjskie władze nie planują jednak same odciąć się od globalnej sieci internetowej[204][205].

## 5 marca
- Inwazja Rosji na Ukrainę:

- Siły rosyjskie i ukraińskie zgodziły się na otwarcie korytarza humanitarnego na pięć godzin dla tych, którzy chcą wydostać się z Mariupola i Wołnowachy. Oczekiwano, że ucieknie przez niego około 215 tys. osób. Był jednak odkładany, ponieważ rosyjski ostrzał był kontynuowany z naruszeniem umowy i ostatecznie się załamał. Częściowe zawieszenie broni nie dotyczyło innych lokalizacji.
- Ukraińskie Siły Lądowe odzyskały kontrolę nad Mikołajowem i przejęły rosyjski sprzęt wojskowy.
- Wojska rosyjskie przejęły kontrolę nad Borodzianką w obwodzie kijowskim po dniach ciężkich ostrzałów i nalotów. Ukraińskie władze podały, że nie były w stanie ewakuować miejscowego szpitala psychiatrycznego, w którym przebywało 670 pacjentów. Szpital znalazł się pod kontrolą Rosji. Z kolei ukraińskie wojsko rozpoczęło masową ewakuację ludności cywilnej z Irpienia pod Kijowem po zbombardowaniu miasta przez rosyjskie odrzutowce i artylerię. Znaczna część miasta została zniszczona.
- Przywódca Donieckiej Republiki Ludowej Dienis Puszylin poinformował, że dowódca batalionu Sparty Wołodymyr Żoha został zabity w Wołnowasze.
- 17 osób zginęło w rosyjskim ostrzale Czernihowa w ciągu ostatnich 24 godzin.
- Międzynarodowa Organizacja ds. Migracji stwierdziła, że kryzys uchodźczy na Ukrainie stał się największym i najszybszym exodusem ludzi w Europie od czasów II wojny światowej.
- Prezydent Rosji Władimir Putin powiedział, że zachodnie sankcje nałożone na Rosję były podobne do „wypowiedzenia wojny” i ostrzegł, że każda próba wprowadzenia strefy zakazu lotów na Ukrainę doprowadziłaby do „katastrofalnych konsekwencji” dla świata.

## 4 marca
- Inwazja Rosji na Ukrainę:

- Od początku inwazji wojska rosyjskie straciły 9166 żołnierzy, ponad 250 czołgów i ponad 900 bojowych pojazdów opancerzonych.
- Zaporoska Elektrownia Jądrowa w Enerhodarze zapaliła się w trakcie nocnego ostrzału przez wojska rosyjskie, jednak nad ranem została ugaszona. Trzech ukraińskich żołnierzy zginęło, a dwóch zostało rannych. Żaden z reaktorów nie został uszkodzony.
- Mer Mikołajowa poinformował o wyparciu wojsk rosyjskich z miasta, jednak walki trwały nadal na jego obrzeżach. Z kolei Ośrodek Studiów Wschodnich podał, że Rosjanie zostali wyparci z podkijowskich miejscowości Bucza i Vorzel, jednak kontynuują operację oskrzydlenia Kijowa po prawej stronie Dniepru.
- Czechy wprowadziły stan wyjątkowy na 30 dni w związku z napływem tysięcy ukraińskich uchodźców.
- NATO nie ogłosi strefy zakazu lotów nad ukraińską przestrzenią powietrzną, ponieważ taka deklaracja stworzyłaby drogę do dalszej eskalacji, umożliwiając państwom NATO potencjalny ostrzał rosyjskich samolotów w tym obszarze.

- W strzelaninie i samobójczym zamachu bombowym zorganizowanym przez Państwo Islamskie zginęło co najmniej 56 osób, a 196 innych zostało rannych podczas piątkowych modlitw w szyickim meczecie w Peszawarze w Pakistanie[224].
- Niższa izba rosyjskiego parlamentu, Duma Państwowa, jednogłośnie uchwaliła ustawę kryminalizującą „rozpowszechnianie kłamstw o rosyjskich żołnierzach, rosyjskich Siłach Zbrojnych oraz wzywanie do sankcji antyrosyjskich”, która ma zostać podpisana przez prezydenta Putina 5 marca br. Zgodnie ze zmianami kodeksu karnego za szerzenie nieprawdy na temat armii rosyjskiej grozi kara od 10 do 15 lat pozbawienia wolności, z możliwością dodatkowej grzywny od 700 tys. do 1,5 mln rubli (6400–13 700 dolarów) i do trzech lat pracy przymusowej. Pozostałe dwie czynności będą zagrożone mniejszą karą, ale wszystkie obejmują możliwość pozbawienia wolności[225].
- Rosja zablokowała dostęp do stron internetowych korporacji medialnych BBC News, Voice of America, Deutsche Welle i Radia Wolna Europa/Radio Wolność za rozpowszechnianie tzw. „fałszywych informacji” o „specjalnej operacji wojskowej” na Ukrainie[226]. Z tego samego powodu Rosja zablokowała również dostęp do Facebooka i Twittera[227].
- Arianespace i OneWeb zawiesiły wszystkie przyszłe starty rakiet z kosmodromu Bajkonur w Kazachstanie oraz użycie rosyjskich rakiet Sojuz w swoich statkach kosmicznych[228]. Z kolei Rosyjska agencja kosmiczna Roskosmos wstrzymała wszystkie wspólne eksperymenty naukowe na Międzynarodowej Stacji Kosmicznej[229].

## 3 marca
- Inwazja Rosji na Ukrainę:

- Ukraiński sztab generalny poinformował, że od 24 lutego tegoż roku Rosjanie stracili ponad 200 czołgów i 900 wozów opancerzonych oraz zginęło 9 tys. rosyjskich żołnierzy.
- Gubernator obwodu czernihowskiego stwierdził, że co najmniej 33 osoby zginęły, a co najmniej 18 innych zostało rannych w rosyjskich nalotach na osiedla mieszkaniowe w Czernihowie. Zostały zniszczone dwie szkoły i kilka domów, wiele budynków zostało uszkodzonych.
- 13 studentów zginęło na Uniwersytecie Narodowym w Charkowie po tym, jak rosyjski pocisk uderzył w akademik Akademii Kultury. Wśród ofiar śmiertelnych było pięciu zagranicznych studentów, w tym czterech Chińczyków i jeden Hindus.
- Wysoki Komisarz Narodów Zjednoczonych ds. Uchodźców powiedział, że od rozpoczęcia inwazji Rosji na Ukrainę z kraju uciekło ponad milion Ukraińców.
- Rosyjski minister spraw zagranicznych Siergiej Ławrow stwierdził, że wojna z Ukrainą będzie trwać „do końca” i oskarżył ukraińskiego prezydenta Wołodymyra Zełenskiego o przyzwolenie na „społeczeństwo, w którym kwitnie nazizm”. Ławrow powiedział również, że Rosja nie planuje wojny nuklearnej.

- Rząd Australii wydał nakazy, a także ostrzeżenia dotyczące ewakuacji dla kolejnych mieszkańców dotkniętej powodzią wschodniej części kraju. Objętych nimi było łącznie pół miliona osób. Liczba ofiar śmiertelnych powodzi wzrosła do 14[237].
- W stanie Veracruz w Meksyku odnotowano trzęsienie ziemi o magnitudzie 5,7. Epicentrum znajdowało się około 14 km na północ od miasta Isla w stanie Veracruz. Wstrząsy były również odczuwalne przez w pobliskim stanie Tlaxcala. Brak doniesień o ofiarach i zniszczeniach[238].
- Zgromadzenie Narodowe Armenii wybrało Wahagna Chaczaturiana na prezydenta[239].
- S&P Global Ratings obniżył rating Rosji z BB+ do CCC-, sygnalizując, że Rosja jest podatna na niewywiązywanie się ze swoich zobowiązań[240].

## 2 marca
- Inwazja Rosji na Ukrainę:

- Ponad 2000 cywili zginęło od początku inwazji Rosji na Ukrainę.
- Rosyjskie Siły Lądowe stwierdziły, że zdobyły port w Chersoniu nad Morzem Czarnym, jednak Ministerstwo Obrony Ukrainy zaprzeczyło temu, twierdząc, że bitwa o miasto nadal trwała. Mer Chersonia powiedział, że miasto padło pod naporem Rosjan.
- Mer Mariupola donosił o masowych ofiarach śmiertelnych i braku wody w wyniku „nieustannych” rosyjskich bombardowań.
- Siły ukraińskie rozpoczęły ofensywę na Gorłówkę. Później ukraińskie Siły Zbrojne podały, że odebrano Rosji miasto Makarów.
- Dwa pociski manewrujące 3M-54 Kalibr uderzyły w szpital w Czernihowie po tym, jak wojska rosyjskie zostały zmuszone do odwrotu. Siły rosyjskie przeprowadziły również naloty na Charkowski Uniwersytet Narodowy i lokalną policję.
- Rosja stwierdziła, że jej wojska zdobyły Zaporoże, największą elektrownię jądrową w Europie. Międzynarodowa Agencja Energii Atomowej potwierdziła, że Rosja poinformowała, że elektrownia jest pod ich kontrolą, jednak jej personel nadal wykonuje swoje obowiązki.
- Nadzwyczajna sesja specjalna Zgromadzenia Ogólnego ONZ przyjeła rezolucję wzywającą Rosję do zakończenia inwazji.

- Podczas spotkania w Izraelu kanclerz Niemiec Olaf Scholz powiedział, że nowego porozumienia nuklearnego z Iranem „nie można już dłużej odkładać”. Premier Naftali Bennett nazwał jednak porozumienie „nie do zaakceptowania”, wskazując, że Iranowi będzie mógł instalować wirówki na dużą skalę[251].
- Rosyjski regulator komunikacyjny Roskomnadzor zagroził zablokowaniem rosyjskojęzycznej Wikipedii za umieszczenie artykułu na temat rosyjskiej inwazji na Ukrainę, który według regulatora jest nieścisły. To samo dotyczy rosyjskiego wydania sponsorowanego przez USA Głosu Ameryki (VOA). Z kolei Current Time TV (wspólna publikacja Radia Wolna Europa/Radio Wolność i VOA) już została zablokowana w tym kraju[252][253].
- Rosyjska agencja kosmiczna Roskosmos stwierdziła, że nie wystrzeli 36 satelitów OneWeb z kosmodromu Bajkonur, chyba że OneWeb przedstawi „prawnie wiążące gwarancje”, że satelity nie będą wykorzystywane przez Wielką Brytanię do celów wojskowych[254].

## 1 marca
- Inwazja Rosji na Ukrainę:

- Rosyjski konwój wojskowy o długości około 64 km nadal zbliżał się do Kijowa. Według urzędnika departamentu obrony USA konwój „zamarł” w obliczu ukraińskiej reakcji wojskowej oraz niedoborów paliwa i żywności, jednak ostrzegł, że rosyjskie wojska „na pewno się przegrupują”.
- Siły rosyjskie trafiły pociskiem w wieżę telewizyjną w Kijowie, powodując chwilowe zakłócenie transmisji telewizyjnej i radiowej. Według ukraińskich służb ratowniczych w zamachu zginęło pięć osób. Rosyjska rakieta uderzyła również w Centrum Pamięci o Holokauście w Babim Jarze.
- Rosyjskie Siły Zbrojne ostrzegły mieszkańców Kijowa, aby opuścili miasto. Rosjanie ostrzegali również ludzi mieszkających w pobliżu siedziby Służby Bezpieczeństwa Ukrainy, aby ewakuowali się, mając na celu „powstrzymanie ataków informacyjnych na Rosję”.
- Według urzędnika ukraińskich sił obrony terytorialnej jednostki białoruskich sił lądowych wkraczają do północnego obwodu czernihowskiego. Jednak ukraińskie biuro prezydenckie podało, że nie ma na to dowodów, że tak się stało. Białoruś wcześniej zapowiedziała, że nie wyśle swoich sił zbrojnych.
- Ukraina potwierdziła, że w ataku rosyjskich rakiet balistycznych na bazę w Ochtyrce w obwodzie sumskim zginęło ponad 70 żołnierzy. To największa strata sił ukraińskich w pojedynczym ataku od początku rosyjskiej inwazji.
- Rosyjski pocisk uderzył w budynek administracji państwowej obwodu charkowskiego na Placu Wolności o godzinie 8:00 czasu lokalnego. Sześć osób zostało rannych w nalocie, a budynek został poważnie uszkodzony. Ponadto Konsulat Słowenii również został zniszczony rosyjskim pociskiem.
- Szef Donieckiej Republiki Ludowej Dienis Puszylin stwierdził, że siły separatystów gromadzą się w celu otoczenia portowego miasta Mariupol.

- 11 osób zginęło w wyniku wybuchu pożaru w centrum handlowym w Damaszku w Syrii[265].
- Parlament Europejski formalnie zaakceptował wniosek Ukrainy o członkostwo w Unii Europejskiej[266].
- Nord Stream 2 AG, spółka zależna należąca w całości do Gazpromu, która miała obsługiwać kontrowersyjny gazociąg w Europie, złożyła wniosek o upadłość w kantonie władz Zug po nałożeniu szeregu sankcji na spółkę matkę[267].
- Rosyjskie władze zlikwidowały liberalne Echo Moskwy oraz niezależną stację telewizyjną Dożd´, często krytykujące rząd za rzekome celowe kłamstwa przeciwko rosyjskiemu wojsku i podżeganie do ekstremizmu[268].